# Tokyo Big Sight
Tokyo Big Sight (東京ビッグサイト?, Tōkyō biggu saito), anche noto come Tokyo International Exhibition Center (東京国際展示場?, Tōkyō kokusai tenjijō), è un centro congressi situato a Tokyo. È considerato il più grande centro espositivo internazionale del Giappone.
Tra la varie fiere che si tengono periodicamente al suo interno, ospita anche la manifestazione Comiket.

## Tokyo 2020
Durante la selezione della città organizzatrice dei Giochi della XXXII Olimpiade il Tokyo Big Sight era stato indicato per ospitare gli eventi di lotta olimpica, taekwondo e scherma, ma la riduzione dei fondi pubblici destinati all'evento ha costretto il comitato organizzatore a individuare altri impianti per questi eventi. Durante i Giochi della XXXII Olimpiade il Tokyo Big Sight è diventato la sede del Centro Internazionale di Radiotelevisione (International Broadcasting Center, IBC) e del Centro Stampa Media (Media Press Center, MPC).